# Turczi István
Turczi István (Tata, 1957. október 17. –) József Attila-díjas, Babérkoszorú-díjas és Prima Primissima díjas magyar költő, író, műfordító, szerkesztő, egyetemi doktor, irodalomszervező, a Parnasszus költészeti folyóirat és kiadó alapító főszerkesztője.

## Életpályája
1957. október 17-én született Tatán Turczi István (1933–) és Schrötter Ilona (1936–) egyetlen gyermeként. 1976-ban érettségizett a tatai Eötvös József Gimnázium és Kollégiumban. 1976 és 1977 között éjszakai portás, talajminta-vételező és gépkocsivezető volt. Az Eötvös Loránd Tudományegyetemen 1983-ban magyar-angol-finnugor szakos diplomát, 1988-ban egyetemi doktori fokozatot szerzett.
1983 és 1988 között a Művelődési Minisztérium irodalmi és művészettájékoztatási munkatársaként dolgozott, majd 1988-tól egy ideig szabadfoglalkozású íróként és újságíróként működött. 1988 és 1993 között a Magyar Rádió Kilátó című világirodalmi magazinjának külsős szerkesztő-műsorvezetője, majd 1993 és 1995 között a Parnasszus című televíziós költészeti vetélkedő műsorvezetője lett. 
1995-ben megalapította a Parnasszus költészeti folyóiratot és könyvkiadót, melynek máig főszerkesztője. 1997 és 1999 között a Bartók Rádió Muzsikáló reggel című adásának külsős műsorvezetője.
1999 és 2000 között a Playboy magyar kiadásának főszerkesztője, 2000 és 2003 között a Szigligeti Színház irodalmi vezetője, 2002 és 2003 között a Magyar Labdarúgó Liga kommunikációs vezetője volt. 2003 és 2004 között az ATV Gondolat című kulturális műsorának, 2008 és 2009 között a ZuglóTV Kanapé című műsorának, majd 2010-ben a Duna Televízió Kanapé című műsorának műsorvezetője volt. Oktatóként az 1990-es évek második felében kreativitás és kommunikáció gyakorlatot tanított az Eötvös Loránd Tudományegyetem Bölcsészettudományi Karán és a Budapesti Média Intézetben, 2007 és 2009 között a Pázmány Péter Katolikus Egyetemen. 2008 és 2013 között a Magyar Íróakadémia előadója volt.
2012-ig a Magyar PEN Club egyik alelnöke, 2012-től pedig főtitkára. 2007-től a Magyar Írószövetség Költői szakosztályának többszörösen újraválasztott elnöke, illetve a Magyar Versmondó Egyesületének irodalmi alelnöke. 2006 és 2009 között a Költők Világkongresszusának tagja, majd 2010-től harmadik alelnöke. 2009-től az Európai Költészeti Akadémia rendes tagja, 2012-től a norvég Bjornson Irodalmi Akadémia rendes tagja. 2021-től a szolnoki Szigligeti Színház irodalmi vezetője.

### Munkássága
Turczi István az 1980-as évektől kezdve folyamatosan publikál, verseskötetei, regényei, drámái, rádiójátékai folyamatosan jelennek meg. A Parnasszus főszerkesztőjeként feladatának tartja az ifjú tehetségek felkutatását és a már befutott szerzők segítését, publikációs lehetőséghez juttatását egyaránt. Alkotói tevékenysége mellett aktív irodalomszervező.

## Magánélete
1983-ban házasságot kötött Pálos Annával. Két fiuk született; Dávid (1987) és Ádám (1995).

## Művei

### Verseskötetei
- Segédmúzsák fekete lakkcipőben (Szépirodalmi Könyvkiadó, Budapest, 1985)
- Zene állástalan zongoristáknak (Szépirodalmi Könyvkiadó, Budapest, 1990)
- A nők és a költészet (Kelenföld Kiadó, Budapest, 1990)
- Amerikai akció (Maecenas Kiadó, 1991)
- Uram, nevezze meg a segédeit! (válogatott versek, Maecenas Kiadó, Budapest, 1993)
- Hosszú versek éjszakája (Belvárosi Könyvkiadó, Budapest, 1997)
- Csokonai Vitéz Műhely (Debreceni Bibliofil Műhely, Debrecen, 2000)
- Deodatus. A férfi és a város tört. én. elme (Tata Város Önkormányzata, Tata, 2001)
- A zöld rabbi (Aura Kiadó, Budapest, 2001)
- Venus Vulgivaga (Masszi Kiadó, Budapest, 2002)
- SMS 66 kortárs költőnek (Orpheusz Kiadó, 2002)
- Hívásra szól a csönd (válogatott versek, Noran Kiadó, Budapest, 2004)
- Turczi István legszebb versei (Belvárosi Könyvkiadó, Bibliotheca Hungarica, 2006)
- Áthalások (Palatinus Könyvkiadó, Budapest, 2007)
- Erotikon (Kossuth Kiadó, Budapest, 2008, Eifert János aktfotóival)
- A változás memóriája (Palatinus Könyvkiadó, Budapest, 2011)
- Nagyon (Hochroth Budapest, 2013)
- Turczi István legszebb versei (AB-ART, Budapest, 2014)
- A fázisrajzoló átmeneti gyötrelmei (Scolar Kiadó, Budapest, 2016, Für Emil rajzaival)
- Üresség. Elégia a másnapért, hajnaltól hajnalig, négy tételben; Scolar Kiadó, Budapest, 2017, (Scolar versek), 2. kiadás, 2017
- Szeresd a vándort – Történetek versben, Scolar Kiadó, Budapest, 2018 (Scolar versek)
- Deodatus (átdolgozott új kiadás, Scolar Kiadó, Budapest, 2019)
- Kettős látás – 26 vers, 26 kép (Vásárhelyi Antallal közösen, Magyar PEN Club Kiadó, Budapest, 2022)
- Reggelre megöregszünk (újabb versek, 2017-2022, Scolar Kiadó, Budapest, 2022)

### Regényei
- Állóháború (antológia Petőcz András és Tótszegi Tibor szerkesztésében, ELTE Közművelődési Titkársága, Budapest, 1983)
- Mennyei egyetem (Szépirodalmi Könyvkiadó, Budapest, 1987, újrakiadás Palatinus Könyvkiadó, Budapest, 2012)
- ...se nélküled (Balassi Kiadó, Budapest, 1994)
- A többi csak kaland volt (Ister Kiadó, Budapest, 2005)
- Vándorló Talmud: Jer és lásd! (Budapest-Bábel Kiadó, Budapest, é.n., Ács Gáborral közösen, Magén István illusztrációival)
- Minden kezdet (Palatinus Könyvkiadó, Budapest, 2013)
- Szemérem / Lascar (Scolar Kiadó, Budapest, 2016)
- Robin hód kalandjai 1. – Robin, a szerencse fia (Scolar Kiadó, Budapest, 2020)
- Marokkóban a beteg párnája alá mindig tesznek tőrt (Scolar Kiadó, Budapest, 2020)
- Robin Hód kalandjai 2. – Robin és Alaszka, Scolar Kiadó, Budapest, 2021)

### Drámái, rádiójátékai
- Neander Kávéház (hangjáték, 1989)
- Hangdokumentumok 1956 (1989)
- A katona története (hangjáték, 1990)
- Jer és lásd! – A Talmud könyvei (hangjáték, 1991)
- Revü (Dominó Színpad, 1991)
- Könyörgöm, szeress! (Domino Színpad, 1991)
- Venus Vulgivaga (hangjáték, 1992)
- Anna-bál (színmű, Nyílt Fórum Füzetek '94, Hevesi Sándor Színház, Zalaegerszeg, 1994)
- Anna-bál (Nagyváradi Szigligeti Színház, 1995)
- A tintalovag (Petőfi Irodalmi Múzeum, 1996)
- Ezt a nőt nagyon (hangjáték, 2008)

### Hangoskönyvek
- Déjá Vie – 5 év Parnasszus (válogatás az első magyar költészeti folyóirat verseiből, Parnasszus, 2000)
- Ezt a nőt nagyon (erotikus versek, Irodalmi Fülbevaló, Kossuth-Mojzer Kiadó, Budapest, 2008)
- Memento (2CD) (CD1: Szellemidézés – Zsidó sors és holokauszt a magyar költészetben, CD2: Betlehemi História – Turczi István zsidó és holokauszt tárgyú versei, Északkelet-magyarországi Regionális Versmondó Egyesület, Miskolc, 2014)
- Egymás nélkül semmit (Turczi István versei kortárs magyar költők motívumaira, Ventus Libro Kiadó, 2017)
- Kezdet és vég. Történetek versben (Ventus Libro, Budapest, 2020)

### Dalszövegek
- Lerch István: Szomjas angyalok – Best of Lerch 1980-1983 (Hungaroton-Gong, 1994)[5]
- Malek Andrea: Ébredés (Intent, 1996) (Nem tagadom, Dúdold a csendben, Egy fiú emlékére, Hát jó, Ébredés)[6]
- Lerch István: Good Bye (Hungaroton, 1999)[7]
- Szekeres Adrien, Gáspár László: Kikötők (Hungaroton, 2006)[8]
- Zentai Márk: Ments meg szerelem! (Magneoton, 2007) (Álmon túli álom,[9] Vallomás)
- Zámbó Jimmy, Miklósa Erika: Time To Say Goodbye[10]
- Radics Gigi: Vadonatúj érzés (Magneoton, 2012) (Csak egy lány vagyok)[11]
- Tóth Vera: Zene kell nekem (EMI, 2010) (Szenvedély,[12] Ilyenek a férfiak,[13] Csodaszép[14])
- Szekeres Adrien: Megállók (Menedék című lemezen, Magneoton, 2016)

## Művei idegen nyelveken

### Önálló kötetek
- A través de los años (válogatott versek spanyolul, Bluebird Editions, Miami, 2010)
- Éjszakai portás (kétnyelvű héber-magyar kiadás Itámár Jáoz-Keszt fordításában, Éked-Tel Aviv, 2011
- Kápolna nyílik a szívben (válogatott versek mandarin nyelven, Poem Culture Corp., Taiwan, 2012)
- Sehr (válogatott versek német nyelven Széll Zsófia fordításában, Hochroth Budapest, 2013)
- Străinul (válogatott versek román nyelven Balázs F. Attila fordításában, Editura Europa, Craiova, 2014)
- Write The Way Others Pray – Selected poems, Libros Libertad, Vancouver, Canada, 2017
- Venus Vulgivaga (válogatott versek francia fordításban, Pallai Károly Sándor ford. Editions du Cygné, Paris, 2018
- I Huaji (válogatott versek albán nyelven Baki Ymeri fordításában, IWA Bogdani, 2019)
- Budapeste’de Bir Yer (válogatott versek törökül tasnádi Edit fordításában, Siirden Yayincilik, Istanbul, 2019)
- I Huaji-Strainul (albán és román kétnyelvű kiadás, Amanda Edit Verlag, Bukarest, 2019)
- Kozmikus vászon (szerb nyelvű verseskötet Kovács Jolánka fordításában, Alma, Belgrád, 2020)
- Üresség – Praznina (kétnyelvű szerb-magyar kiadás Fehér Illés fordításában, Nova Poetika, Belgrád, 2021)
- Somewhere Budapest – Pahali Fulani Budapest (angol-szuahéli kétnyelvű kiadás Ezra Nyakundi Mose és Christopher Okemwa fordításában, Kistrech Theatre International Publ., Nairobi, Kenya, 2022)

### Antológiák
- Cvi-Haplaot 2.: Mai magyar költők antológiája (kétnyelvű kiadás, héberre fordította Itámár Jáoz-Keszt, Éked, Tel-Aviv, 1988)
- Cvi-Haplaot 3.: Zsidó sors a magyar költészetben (kétnyelvű kiadás, héberre fordította Itámár Jáoz-Keszt, Éked, Tel-Aviv, 1989)
- Gouttes De Pluie – Poésie de Hongrie au XXème siècle (Fekete Sas Kiadó, Budapest, 2001, [[[Timár György (író)|Timár György]] fordítása)
- The Macenas Anthology of Living Hungarian Poetry (Macenas Könyvkiadó, Budapest, 1997)
- La Giornata Della Poesie – Antologia poetica / A költészet napja – antológia (Magyarországi Kultúrintézet, Noran Kiadó, Budapest, 2002)
- In Quest of the Miracle Stag: The Poetry of Hungary Vol. 2. (Atlantis Centaur, Chicago, 2003, Szász Endre illusztrációival)
- At the end of the broken bridge (Hungarian Poems 1978-2002, Carcanet, Edinburgh, 2005)
- Kortárs magyar költészet (héberre fordította Itámár Jáoz-Keszt, Psaifas, Tel-Aviv, 2009)
- Poetry Europe / Europoésie (kétnyelvű angol-francia kiadás, Dedalus Press, Dublin, 2009, szerkesztette John F. Deane)
- A kortárs magyar költészet (Moszkva, 2015)

## Műfordításai
- Itamár Jáoz-Keszt versei (Európa Könyvkiadó, Új Pegazus, Budapest, 1989, másokkal közösen)
- Dobos Marianne: A szívek kötelessége megmarad (Kelenföld Kiadó, Budapest, 1989, Turczi István versfordításaival)
- Leslie Wallen: A bankár (Macenas Kiadó, Budapest, 1991, újrakiadás A pénzember, Picaro Kiadó, Debrecen, 2011)
- Clive Barker: Kárhozat (Hibiszkusz Kiadó, Budapest, 1991, Pálos Annával közösen)
- Modern héber költők (Belvárosi Könyvkiadó, Budapest, 1992 másokkal közösen)
- Dale Carnegie: Sikerkalauz I (Gladiátor Kiadó, Budapest, 1992, tíz kiadást megért)
- Anais Nin: Vénusz deltája (Maecenas Kiadó, Budapest, 1992, újrakiadás Palatinus Kiadó, Budapest, 2007)
- Isaac Bashevis Singer: A Moszkát család (Novella Kiadó, Budapest, 1996, újrakiadás Palatinus Kiadó, Budapest, 2011)
- Tengeráramok – mai finn költők (Széphalom Könyvműhely, Budapest, 1996)
- A dalok ura – mai ausztrál költők (Széphalom Könyvműhely, Budapest, 1999)
- Thomas Keneally: Ballada (Novella Kiadó, Budapest, 2000, újrakiadás Jimmie Blacksmith éneke, Picaro Kiadó, Debrecen, 2011])
- Biljana Srilbjanovic: Családtörténetek – Belgrád (Színház folyóirat melléklete, Budapest, 2002)
- Jarkko Laine: A vers, amit mindig meg akartam írni (Széphalom Könyvműhely, Budapest, 2002, másokkal közösen)
- Thomas Shapcott: Ausztrál horizont (Orpheusz Kiadó, Budapest, 2004)
- Belső terek – Huszonöt skót vers – 1978–2002 (Parnasszus, Budapest, 2004, másokkal közösen)
- Minden ablak nyitva (válogatott versfordítások, Palatinus Kiadó, Budapest), 2009)
- John F. Deane: Hódolat a madárembernek, Kráter, Pomáz, 2011)
- Utazás törölve (válogatott versfordítások, Scolar Kiadó, Budapest, 2021)
- Edwin Morgan: A démon kiskátéja, Magyar Napló, Budapest, 2022)

## Általa szerkesztett kötetek
- A szív földrajza – Zuglói irodalmi antológia (Zugló Önkormányzata, Budapest, 2001)
- eger2003@parnasszus.hu – Az egri Parnasszus Műhelytalálkozó antológiája (Parnasszus, Budapest, 2003)
- eger2004@parnasszus.hu – Az egri Parnasszus Műhelytalálkozó antológiája (Parnasszus, Budapest, 2004)
- eger2005@parnasszus.hu – Az egri Parnasszus Műhelytalálkozó antológiája (Parnasszus, Budapest, 2005)
- Aki bízik, ma bennünk bízhat – Tata 1956-2006 (Tata Város Önkormányzata, Tata, 2006)
- Az év műfordításai – Hamletgép (Magyar Napló, Budapest, 2006)
- Az év műfordításai 2007 (Magyar Napló, Budapest, 2007)
- Az év műfordításai 2008 (Magyar Napló, Budapest, 2008)
- Használati utasítás (versantológia, Palatinus Kiadó, Budapest, 2008 Reményi József Tamással közösen)
- Az év műfordításai 2009 (Magyar Napló, Budapest, 2009, Falusi Mártonnal közösen)
- Mesterek és tanítványok – Kapcsolat-antológia (Szüzsé Kiadó, Budapest, 2014)
- A vers legyen veletek – A húszéves Parnasszus folyóirat In Memoriam antológiája (Parnasszus, Budapest, 2015)

## Díjai
- Varsói Költészeti Fesztivál Nagydíj (2004)
- A Magyar Köztársaság Érdemrend lovagkeresztje (2004)
- József Attila-díj (2006)
- World Academy of Arts and Culture tiszteletbeli irodalmi doktora (2008)
- Magyar Köztársaság Babérkoszorúja díj (2010)
- Eminescu Költészeti Nagydíj, Románia (2013)
- A Moldáv Írószövetség Díja (2014)
- Tata díszpolgára (2014)
- Zugló díszpolgára (2014)[15]
- Prima Primissima díj (2014)
- Tokaji Írótábor Hordó-díja (2017)
- A Magyar Érdemrend tisztikeresztje (2018)[16]
- Pro Cultura Hungarica-díj (2020)
- Irodalmi Jelen Nagydíja (2020)
- Otvorena knjiga – a Boszniai Szerb Köztársaság Nemzetközi Irodalmi Nagydíja, Banja Luka (2022)

## Szakirodalom

### Önálló kötetek
- Kabdebó Lóránt: Rögeszmerend – Turczi István műveinek tragikus derűje (Balassi Kiadó, Budapest, 2007)
- Átélések – 50 írás Turczi Istvánról (szerkesztette Tarján Tamás, Tinta Könyvkiadó, Budapest, 2007)
- Szepes Erika: A hagymaember – Turczi István költészetének mélyrétegei (Litera Nova, Budapest, 2013)
- Tények melankóliája – Tanulmányok Turczi István műveiről (szerkesztette Radvánszky Anikó és Sütő Csaba András, Ráció Kiadó, Budapest, 2012)
- Vilcsek Béla: A halandó bosszúja – Turczi István (monográfia), Ambroobook Kiadó, Győr, 2017

### Fontosabb tanulmányok, kritikák
- Kulcsár Szabó Ernő: Nem história – nem galéria (Tények melankóliája, Ráció Kiadó, 2012)[17]
- Láng Gusztáv: Hallatszik-e a csönd – Széljegyzetek Turczi István válogatott verseihez (Műhely, 2006/3)[18]
- Vajda Károly: Líra, liturgia, literalitás Turczi István költészetében (Tények melankóliája, Ráció Kiadó, 2012)
- Bedecs László: Nincs egyedül – Turczi István: Áthalások (Bárka, 2007/5)[19]
- Szepes Erika: Turczi István posztmodern és modern között[20]
- Szepes Erika: A hagymaember – Turczi István költészetének mélyrétegei (Forrás, 2009/2)[21]
- Szepes Erika: „Hold árvája nyugtalan lélek” – avagy Turczi István megpillantja mindennek, azaz „tulajdon személyes dolgainak kezdetét”[22]
- Kabdebó Lóránt: A műfordítás összeköt – Turczi István: Minden ablak nyitva (Irodalmi Jelen, 2009. október 14.)[23]
- Vilcsek Béla: A vers legyen velünk! – Turczi István áthal(l)ásai (Új Forrás, 2009/10)[24]
- Vilcsek Béla: A költészet és a nők (Kortárs)[25]
- Vilcsek Béla: Turczi István: A változás memóriája (Kortárs, 2012/6)[26]
- Vilcsek Béla: Turczi István (Szépirodalmi Figyelő, 2005/5)[27]
- Tarján Tamás: A modernitás önmérséklete – Turczi István legszebb verseihez (Turczi István legszebb versei, AB-ART, Pozsony, 2014)

## Interjúk
- Turczi István: Megélhetési kultúrában élünk[28]
- Díjháború után – Turczi István interjú[29]
- Minden mindenbe belóg – interjú Turczi Istvánnal[30]
- Turczi István: Szántó Piroska hűs teáját iszogattuk[31]
- Neuman Gábor: Egyébként (Klub Rádió, 2010. április 8.)
- Falánk idő – Fantázia és fúga, avagy beszélgetések Turczi Istvánnal, SPN Könyvek, 2018
- Örökös készenlétben – Turczi Istvánnal Navarrai Mészáros Márton beszélget[32]